# Korsch AG
Die Korsch AG ist ein mittelständisches, familiengeführtes Maschinenbauunternehmen mit Hauptsitz in Berlin. Das nicht börsennotierte Unternehmen hat sich neben der Produktion von Standardtablettenpressen auf Sonderlösungen im Bereich des Tablettierens für die Pharma-, Nahrungsmittel-, Chemische und Technische Industrie spezialisiert.

## Geschichte
Im Jahr 1919 gründete Emil Korsch das Unternehmen in Berlin. 1934 wurde die erste selbst entwickelte Tablettenpresse produziert, mit der in Serie Bullrich-Salz verpresst wurde.
1986 brachte das Unternehmen die Pharmapress PH 800 heraus, ein Spezialrundläufer für die pharmazeutische Industrie, die mit einer Ausgabe von mehr als einer Million Tabletten pro Stunde die weltweit leistungsstärkste Maschine ihrer Art war. Für die Entwicklung dieser Maschine wurde im gleichen Jahr der Innovationspreis Berlin-Brandenburg vergeben.
1997 wurden eine Reihe von Erfindungen patentiert, mit denen die Wirkungskräfte der Druckrolleneinheit durch schwingungsisolierte Trägerplatte vom Grundgestell genommen wurden, um ein geräuscharmes Pressen mit sehr hohen Presskräften zu ermöglichen. Dieses Konzept ermöglichte ein neuartiges Maschinengestell mit 360° Zugänglichkeit des Pressraumes sowie der Möglichkeit, die Presse an eine separate Technikzone (TTW-Technologies) anzudocken.
2002 wurde für die pharmazeutischen Unternehmen Alza Corporation und Johnson & Johnson ein Verfahren für die Herstellung der auf dem oralen osmotischen System (OROS) basierenden Retardtablette Concerta, die zur Behandlung der Aufmerksamkeitsdefizit-/Hyperaktivitätsstörung (ADHS) eingesetzt wird, entwickelt, mit dem erstmals das Pressen einer 5-Schicht Tablette realisiert wurde.
2009 wurde das MFP-System entwickelt. Es ermöglicht die schnelle Umrüstung einer Rundlaufpresse auf unterschiedliche 1-Schicht, 2-Schicht und 3-Schicht-Konfigurationen und ist damit hochflexibel für häufige Produktionswechsel.
2013 entwickelte Korsch ein Verfahren zum Einlegen von Folien in Tablettenpressen, mit dem eine kontinuierliche Produktion von mehrschichtigen Mantelkerntabletten (z. B. für Mikrochips in Tabletten) möglich ist.
2023 erwarb Korsch die Firma Medelpharm, führender Hersteller von Kompaktierungssimulatoren mit Sitz in Lyon, Frankreich.
Das Unternehmen hat heute seinen Sitz im Ortsteil Borsigwalde des Berliner Bezirkes Reinickendorf. Es ist einer der weltweit führenden Hersteller von Tablettenpressen und gilt als Hidden Champion.

## Produkte und Dienstleistungen
- Tablettenpressen (F&E, Scale-up, Hochgeschwindigkeitsproduktion, Mehrschichttechnologie, Containment- und Wash-in-Place-Technologie)
- Technische Rundlaufpressen, Doppel- und 3-fach-Rundlaufpressen
- Datenanalysesysteme
- Prozesslösungen (Tablettierstudien, Machbarkeitsstudien, OEE)
- Technologielösungen (Produktionsraumdesign, Systemintegration)
- Softwarelösungen (Presskraftüberwachung, Datenerfassungs- und Analysesysteme)

Den Hauptteil seines Umsatzes erzielt Korsch mit Pressen für die Pharmaindustrie. Daneben werden auch Pressen für Süßwaren-, Lebensmittel- und Batteriehersteller produziert.

## Standorte
- Produktionsstandort
  - Deutschland (Berlin)
- Auslandstöchter[1]
  - Korsch America, Inc. (Boston, USA)
  - Korsch India Pvt. Ltd. (Mumbai, Indien)
  - PT Korsch Asia Pacific (Tangerang, Indonesien)